# Stephan Beckenbauer
Stephan Beckenbauer (Munique, 1 de dezembro de 1968 — Munique, 1 de agosto de 2015) foi um futebolista e treinador de futebol alemão. Filho de Franz Beckenbauer, campeão mundial pela Seleção Alemã-Ocidental na Copa de 1974, atuou como meia, ao contrário do Kaiser.
Revelado pelo Bayern de Munique, time pelo qual seu pai se consagrou, Stephan não chegou a atuar pela equipe principal, tendo representado o time reserva por duas oportunidades. Ele chegou a negociar com o Estrela Vermelha, mas não conseguiu chegar a um acordo. Fez toda sua carreira na Alemanha, tendo, além do Bayern II, jogado por Munique 1860, Kickers Offenbach, Grenchen e Saarbrücken. Encerrou a carreira em 1997, com apenas 29 anos, após uma séria lesão no joelho.
Desde 2001, era técnico e olheiro das categorias de base do Bayern, tendo sido responsável por lançar Thomas Müller e Bastian Schweinsteiger no futebol profissional. Aos 46 anos, morreu vitimado por um tumor cerebral. Em sua homenagem, o Bayern atuou na decisão da Supercopa da Alemanha, contra o Wolfsburg, com tarjas pretas no uniforme.